# Andrea Gruber
Andrea Gruber (New York, 28 novembre 1966) è un soprano statunitense.

## Biografia
Andrea Gruber ha frequentato la Bank Street School di New York City e la Putney School nel Vermont. In seguito, ha studiato presso la Manhattan School of Music.  Ha vinto un posto nel Young Artist Program (scuola di canto) del Metropolitan Opera House nel 1989.
Nella stagione 1989-1990, quando era ancora un membro del programma di giovani artisti del Met, la Gruber ha debuttato al Ravinia Festival ed al Ravenna Festival con il Requiem di Giuseppe Verdi, con la Chicago Symphony Orchestra diretta da James Levine. La sua prima apparizione al Metropolitan Opera House nell'aprile 1990 è come Terzo Norn ne Il crepuscolo degli dei di Richard Wagner, con Hildegard Behrens e Christa Ludwig, diretta da Levine.
Nella stagione 1990-1991, ha eseguito il suo primo ruolo principale al Metropolitan Opera, come Amelia in Un ballo in maschera di Verdi, con Luciano Pavarotti e Juan Pons. Inoltre ha fatto il suo debutto europeo come Donna Leonora di Vargas nella produzione della Scottish Opera in La forza del destino.
Nella stagione 1991-1992, tornò al Metropolitan Opera nel ruolo di Elisabetta di Valois in Don Carlo di Verdi in sostituzione di Aprile Millo con Leo Nucci e Samuel Ramey diretta da Levine.
Nella stagione 1992-1993, la Gruber ha fatto il debutto al Seattle Opera nel ruolo di Aida, in ottobre 1992 è Leonora nella ripresa nel Teatro Bellini di Catania di "La forza del destino" con Renato Capecchi e nel dicembre 1992 debutta al Wiener Staatsoper come Leonora de Vargas ne La forza del destino con Nucci, Ferruccio Furlanetto ed Alfredo Mariotti.
Nella stagione 1993-1994, la Gruber ha cantato il ruolo di Aida al Metropolitan Opera ed a Vienna con Bruna Baglioni, Kristján Jóhannsson e Pons diretta da Fabio Luisi.
Nella stagione 1994-1995, la Gruber ha cantato il ruolo di Elsa di Brabante in Lohengrin con la Seattle Opera, il ruolo di Amelia in Simon Boccanegra di Verdi con Plácido Domingo diretta da Levine al Metropolitan Opera ed Elisabetta in Don Carlo al Wiener Staatsoper con Nicolai Ghiaurov.
Nella stagione 1995-1996, la Gruber ha debuttato alla Royal Opera House, Covent Garden di Londra nel ruolo di Aida. Inoltre ha cantato il ruolo di Crisotemi in Elettra con la Seattle Opera ed Aida al Metropolitan Opera.
Nel 1998 è Amelia in Un ballo in maschera al Wiener Staatsoper.
Nella stagione 1999-2000, la Gruber ha debuttato nel ruolo di Abigaille in Nabucco di Verdi nel suo debutto con la San Francisco Opera. Inoltre ha cantato in Gurrelieder di Schoenberg con la Philadelphia Orchestra.
Nella stagione 2000-2001, la Gruber ha cantato nel ruolo di Odabella in Attila con il basso Samuel Ramey nel suo debutto all'Opera di Chicago. Inoltre ha cantato nel giugno 2001 il ruolo di Tove in Gurrelieder nella trasferta del Metropolitan Opera in Giappone al Bunka Kaikan di Tokyo e debutta con la Toronto Symphony Orchestra.
Nella stagione 2001-2002, la Gruber ha cantato il ruolo di Abigaille in Nabucco con Pons e Ramey diretta da Levine nel marzo 2001 al Metropolitan Opera e ripreso il ruolo nel suo debutto con l'Arena di Verona. Inoltre ha cantato sia Elisabeth e Venere nella produzione della Tulsa Opera di Tannhäuser di Wagner ed il ruolo di Sieglinde in La Valchiria di Wagner in forma di concerto con la Atlanta Symphony Orchestra.
Nella stagione 2002-2003, la Gruber ha cantato il ruolo di Turandot ed il ruolo di Abigaille in Nabucco con Ramey diretta da Levine al Metropolitan. Ha anche fatto il suo debutto con l'Opéra National de Paris nel ruolo di Turandot ed il suo debutto con il Teatro Comunale di Bologna, come Amelia in Un ballo in maschera.
Nella stagione 2003-2004, la Gruber ha fatto il suo debutto per il Teatro alla Scala di Milano nel ruolo de La principessa Turandot nella prima rappresentazione al Teatro degli Arcimboldi. Inoltre ha cantato il ruolo di Abigaille in Nabucco al Metropolitan ed al Teatro Verdi di Trieste con Renato Bruson diretta da Daniel Oren, Santuzza in Cavalleria rusticana con la San Francisco Opera e Minnie al Seattle Opera ne La fanciulla del West.
Nella stagione 2004-2005, la Gruber ha cantato il ruolo di Turandot al Metropolitan Opera ed il ruolo principale di Aida alla Lyric Opera di Chicago.  Ha anche cantato Turandot presso il Royal Opera House, Covent Garden e cantato il ruolo de La Gioconda all'Arena di Verona che è stato registrato in DVD.
Nella stagione 2005-2006, la Gruber ha cantato il ruolo del titolo in Aida al Metropolitan Opera, il ruolo di Donna Leonora di Vargas ne La forza del destino con la San Francisco Opera, il ruolo di Lady Macbeth nel Macbeth con la Seattle Opera, il ruolo di Turandot al Teatro Verdi di Triestee con l'Opera Japonica, il ruolo di Odabella in Attila con Ramey al Teatro di San Carlo ed il ruolo di Minnie ne La fanciulla del West al Covent Garden. Inoltre ha cantato con la Atlanta Symphony Orchestra alla Carnegie Hall.
Nella stagione 2006-2007, la Gruber ha cantato il ruolo di Tosca nell'opera omonima ed il ruolo principale di Turandot al Met con il quale ha raggiunto le 66 rappresentazioni complessive fino ad oggi. Ha anche cantato Turandot alla Lyric Opera di Chicago ed al Teatro Regio di Parma, Abigaille in Nabucco all'Arena di Verona ed al Teatro dell'Opera di Roma con Ramey ed ha dato un recital presso la Morgan Library & Museum per la George London Foundation.
La Gruber ha anche cantato ruoli principali presso la Bayerische Staatsoper di Monaco di Baviera, la Staatsoper Unter den Linden, il Liceu, la Deutsche Oper Berlin, il Teatro Regio di Torino e la Houston Grand Opera.
Il repertorio sinfonico vocale della Gruber comprende la maggior parte delle grandi opere per soprano drammatico tra cui la Sinfonia n. 9 e la Missa Solemnis di Ludwig Van Beethoven, il Requiem di Verdi, il War Requiem di 
Benjamin Britten, il Vier letzte Lieder di Richard Strauss ed il Gurre-Lieder di Arnold Schönberg in concerti con la Los Angeles Philharmonic, la Houston Symphony, la London Symphony Orchestra e la San Francisco Symphony.
La Gruber ora vive a Manhattan.

## Discografia parziale
- Ponchielli: La Gioconda - Donato Renzetti/Orchestra & Coro dell'Arena di Verona, 2005 Dynamic